# Moque
Une moque est un terme de marine française en usage depuis le XVIIe siècle pour désigner un récipient cylindrique muni d'une anse.

## Usage
Cet ustensile sert généralement à boire, à ne pas confondre avec l'écope, servant à vider les cales des navires. La moque peut également être utilisée comme élément de mesure (« une moque de riz, une moque d'eau »), on l'appelle quelquefois « gamelot » ou chope.

## Étymologie
L'origine de la moque vient d'une évolution de l'outil néerlandais, mok, petit bloc de bois lenticulaire percé d'un trou estropé par une engoujure extérieure servant à rider (tendre par la torsion) une sous-barbe (voir bout-dehors). 
Le terme anglais, venant de l'anglo-normand, est mug. 